# Weiler-Simmerberg
Weiler-Simmerberg è un comune tedesco di 6 539 abitanti, situato nel land della Baviera.

## Amministrazione

### Gemellaggi
Weiler-Simmerberg è gemellata con:
- Valmontone